# Leiocephalus eremitus
Leiocephalus eremitus је гмизавац из реда Squamata и фамилије Tropiduridae.

## Угроженост
Ова врста је наведена као изумрла, што значи да нису познати живи примерци.

## Распрострањење
Ареал врсте је био ограничен на једну државу, САД.